# Treculia
Treculia är ett släkte av mullbärsväxter. Treculia ingår i familjen mullbärsväxter.
Kladogram enligt Catalogue of Life:
| Treculia | \| \| Treculia africana \| \| \| \| \| \| Treculia lamiana \| \| \| \| \| \| Treculia obovoidea \| \| \| \| |
|          | \| \| Treculia africana \| \| \| \| \| \| Treculia lamiana \| \| \| \| \| \| Treculia obovoidea \| \| \| \| |
|          | Treculia africana                                                                                           |
|          | |
|          | Treculia lamiana                                                                                            |
|          | |
|          | Treculia obovoidea                                                                                          |
|          | |

## Bildgalleri

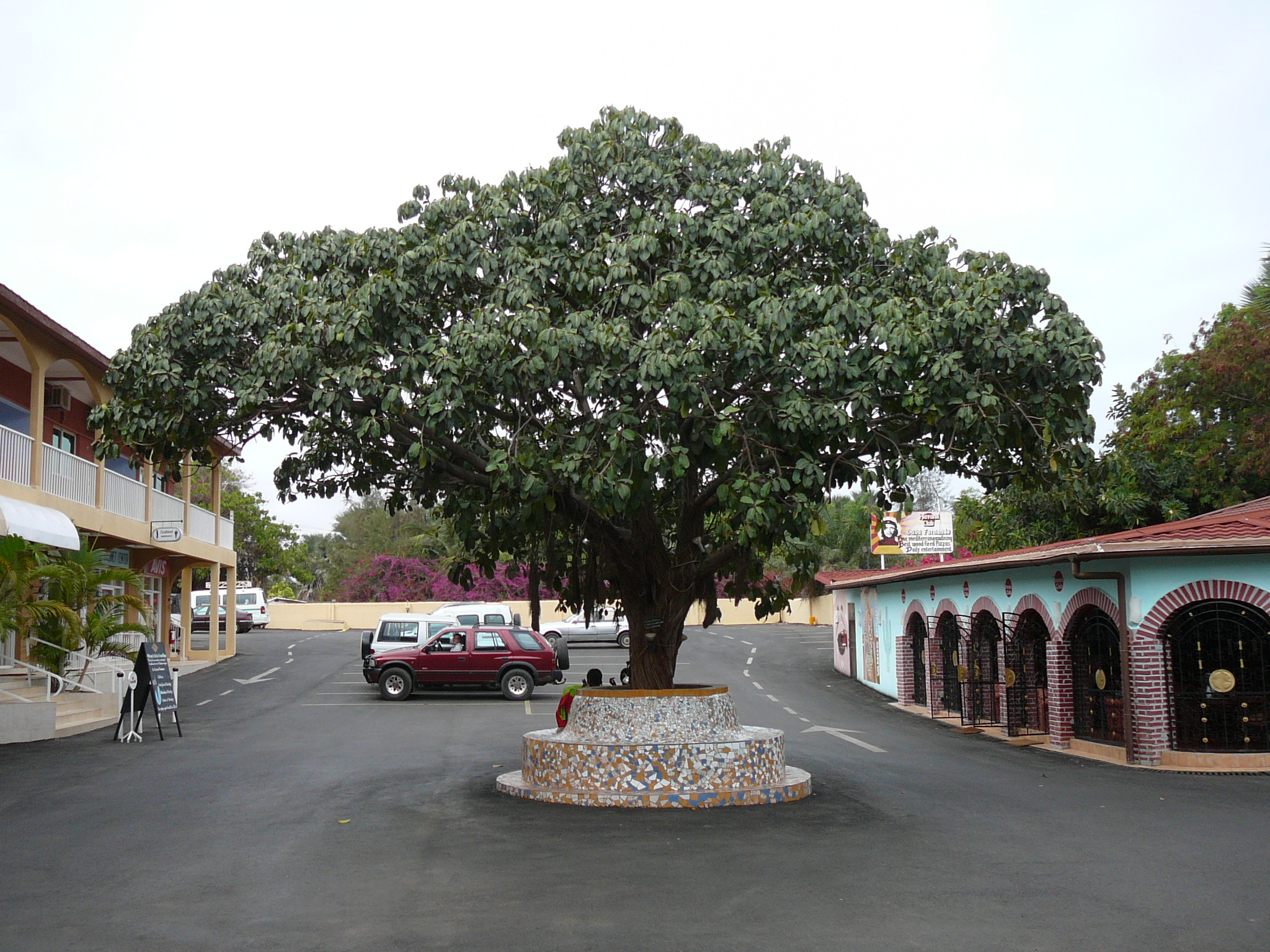